# Сойгіно
Со́йгіно (рос. Сойгино, чув. Суйкăн) — село у складі Алатирського району Чувашії, Росія. Адміністративний центр та єдиний населений пункт Сойгінського сільського поселення.
Населення — 850 осіб (2010; 990 у 2002).
Національний склад:
- чуваші — 96 %